# Titi (eiland)

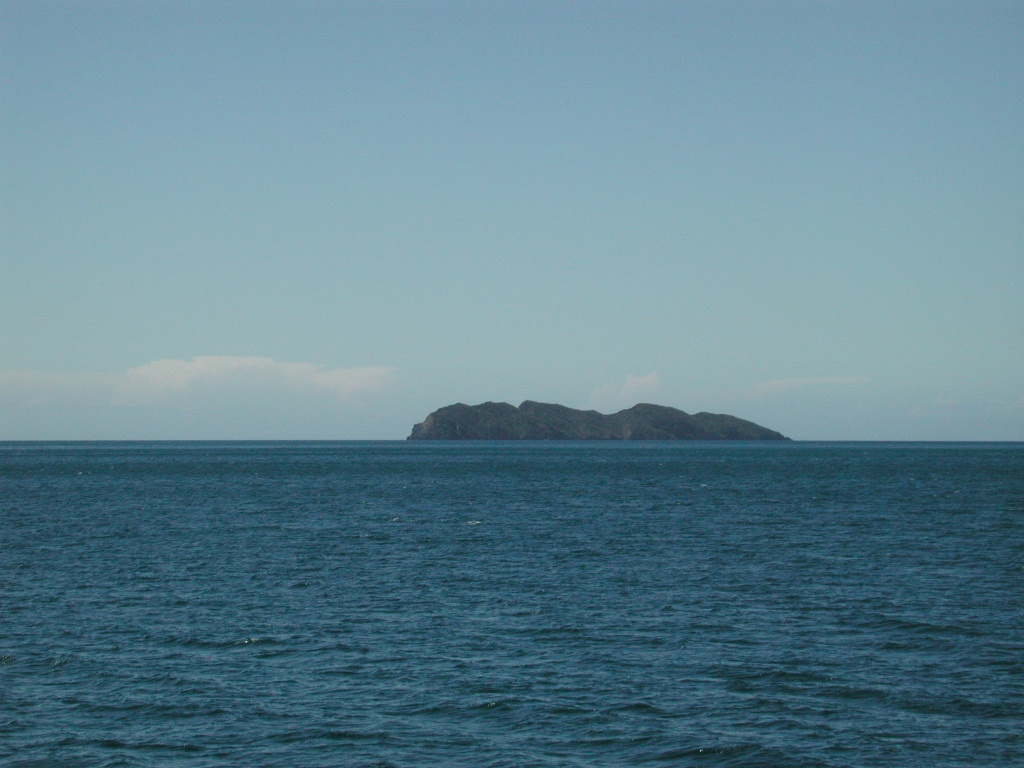
Titi

Titi is een 32 ha groot eiland dat behoort tot Nieuw-Zeeland en ligt ten noordoosten van het Zuidereiland van Nieuw-Zeeland. Het is een van de eilanden waar zowel de gewone brughagedis als de brughagedis van North Brother Island voorkomt. Deze laatste werden in 1995 met 68 exemplaren geherintroduceerd op het eiland en waren afkomstig van North Brother.